# Allocyclosa bifurca
Allocyclosa bifurca is een spinnensoort in de taxonomische indeling van de wielwebspinnen (Araneidae).
Het dier behoort tot het geslacht Allocyclosa. De wetenschappelijke naam van de soort werd voor het eerst geldig gepubliceerd in 1887 door Henry Christopher McCooki.